# Chorebus subfuscipennis
Chorebus subfuscipennis är en stekelart som beskrevs av Vladimir Ivanovich Tobias 1986. Chorebus subfuscipennis ingår i släktet Chorebus och familjen bracksteklar. Inga underarter finns listade i Catalogue of Life.